# Trattato di Medicine Lodge
Trattato di Medicine Lodge (in inglese Medicine Lodge Treaty) è il nome globale dato a tre trattati firmati vicino a Medicine Lodge, in Kansas, tra il governo federale degli Stati Uniti e le tribù indiane delle pianure meridionali, nell'ottobre 1867, intesi a portare la pace nell'area trasferendo i nativi americani nelle riserve del Territorio indiano e lontano dagli insediamenti europei-americani. Il trattato fu negoziato dopo un'indagine da parte della Commissione per la pace indiana, che nel suo rapporto finale, nel 1868, concluse che le guerre erano state prevenibili. Venne stabilito che il governo degli Stati Uniti e i suoi rappresentanti, incluso il Congresso degli Stati Uniti, avevano contribuito alla guerra nelle Grandi Pianure non adempiendo ai loro obblighi legali e non trattando i nativi americani con onestà.
Il governo degli Stati Uniti e i capi tribù si incontrarono in un luogo tradizionale per le cerimonie dei nativi americani, su loro richiesta. Il primo trattato fu firmato il 21 ottobre 1867 con le tribù Kiowa e Comanche. Il secondo, con i Kiowa-Apache, venne firmato lo stesso giorno. Il terzo con i Cheyenne meridionali e gli Arapaho il 28 ottobre.
In base al Trattato d Medicine Lodge, alle tribù furono assegnate riserve di dimensioni ridotte rispetto ai territori definiti nel Trattato del Little Arkansas del 1865 che le tribù non avevano mai ratificato con il voto dei maschi adulti, come richiesto. Inoltre, veniva modificata la politica di assegnazione ai sensi del Dawes Act e autorizzate le vendite ai sensi dell'Accordo con Cheyenne e Arapaho (1890) e con Comanche, Kiowa e Apache (1892) firmato con la Commissione Cherokee. Il Congresso ridusse ulteriormente il loro territorio di riserva. Il capo Kiowa, Lupo Solitario, intentò una causa contro il governo per frode a nome delle tribù in Lone Wolf v. Hitchcock. Nel 1903 la Corte Suprema degli Stati Uniti si pronunciò contro le tribù, stabilendo che il Congresso aveva "potere plenario" e il diritto politico di prendere tali decisioni. All'indomani di quel caso, il Congresso agì unilateralmente anche sulle decisioni sulla terra relative ad altre riserve.
A causa delle questioni in sospeso con il trattato e le successive azioni del governo, a metà del XX secolo, Kiowa, Arapaho e Comanche intentarono diverse cause contro il governo degli Stati Uniti. Nel corso dei decenni, ottennero sostanziali risarcimenti monetari per un importo di decine di milioni di dollari, sebbene ci siano voluti anni prima che i casi venissero risolti.

## Commissione per la pace indiana
Il 20 luglio 1867, il Congresso istituì la Commissione per la pace indiana per negoziare la pace con le tribù indiane delle pianure che erano in guerra con gli Stati Uniti. La Commissione per la pace si riunì a Saint Louis, Missouri, il 6 agosto 1867, dove elesse Nathaniel G. Taylor, Commissario per gli affari indiani, come suo presidente. I commissari convennero che una pace duratura era subordinata alla separazione degli indiani considerati "ostili" da quelli considerati amichevoli, all'allontanamento di tutte le tribù indiane nelle riserve lontane dalle rotte dell'espansione degli Stati Uniti verso ovest e al loro mantenimento.
Il rapporto ufficiale della Commissione al Presidente degli Stati Uniti, datato 7 gennaio 1868, descriveva storie dettagliate delle cause delle guerre indiane, tra cui: numerose ingiustizie sociali e legali nei confronti degli indiani, ripetute violazioni di numerosi trattati, atti di corruzione da parte di molti degli agenti locali e la colpevolezza del Congresso per non aver adempiuto a determinati obblighi legali. Il rapporto affermava che le guerre indiane sarebbero state completamente prevenibili se il governo degli Stati Uniti e i suoi rappresentanti avessero agito con onestà legale e morale nel trattare con gli indiani.
Altri membri della commissione di pace erano il tenente generale William T. Sherman, comandante della divisione militare del Missouri, il maggiore generale William S. Harney (in pensione), che aveva preso parte a precedenti conflitti con Cheyenne e Sioux lungo il fiume Platte, il generale di brigata Alfred H. Terry, comandante del dipartimento militare del Dakota, il senatore John B. Henderson del Missouri, presidente della commissione per gli stanziamenti indiani del Senato, che aveva presentato il disegno di legge che aveva creato la commissione per la pace, il colonnello Samuel F. Tappan, ex membro della First Colorado Volunteer Cavalry e sostenitore della pace che aveva guidato le indagini dell'esercito americano sul massacro di Sand Creek e il maggiore generale John B. Sanborn, ex comandante del distretto dell'Alto Arkansas, che aveva precedentemente contribuito a negoziare il Trattato del Little Arkansas del 1865. Sherman, dopo aver fatto osservazioni pubbliche indicando il suo disaccordo con la politica di pace, fu chiamato a Washington e non poté essere presente ai consigli delle pianure meridionali, compreso il consiglio di Medicine Lodge Creek. Il maggiore generale Christopher C. Augur, comandante del dipartimento militare del Platte, lo sostituì con un incarico temporaneo.

## Consigli di Medicine Lodge River
Dopo un incontro fallito con gli indiani delle pianure settentrionali a settembre, la commissione si riunì a Fort Leavenworth (Kansas) all'inizio di ottobre e da lì si recò in treno a Fort Harker. Lì fu raggiunta da una scorta di cinquecento soldati del 7º reggimento di cavalleria degli Stati Uniti e dalla batteria B del 4º artiglieria, armata di due mitragliatrici Gatling. Erano sotto il comando del Magg. Joel H. Elliott, che era stato esonerato dal partecipare al procedimento della corte marziale per il tenente colonnello George Armstrong Custer in corso a Fort Leavenworth. La commissione era accompagnata anche da numerosi giornalisti, che fornivano una copertura dettagliata delle persone e degli eventi legati al lavoro della commissione.
La commissione arrivò a Fort Larned (nell'attuale Kansas) l'11 ottobre, dove erano già presenti alcuni capi, tra cui Pentola Nera dei Cheyenne, Piccolo Corvo degli Arapaho e Satanta dei Kiowa. Su insistenza delle tribù, gli incontri furono spostati da Larned a Medicine Lodge River (vicino all'attuale Medicine Lodge, Kansas), un tradizionale luogo cerimoniale indiano. Le discussioni preliminari, iniziate il 15 ottobre, portarono alla conclusione che la spedizione Hancock, guidata all'inizio del 1867 dal Magg. gen. Winfield Scott Hancock e che aveva distrutto un grande villaggio Cheyenne e Sioux a Pawnee Fork, era stata mal concepita. Questa conclusione, e le scuse dei commissari per la distruzione del villaggio, servirono a schiarire l'aria creando un'atmosfera più positiva per i consigli, che iniziarono il 19 ottobre.

## Termini del trattato e firmatari
I trattati negoziati a Medicine Lodge Creek erano simili nei loro termini, prevedendo la resa dei territori tribali tradizionali in cambio di riserve molto più piccole nel territorio indiano (l'attuale Oklahoma) e indennità di cibo, vestiti, equipaggiamento, armi e munizioni per la caccia.

### Trattati con Kiowa, Comanche e Apache delle pianure
In base al primo dei tre trattati d Medicine Lodge, i Kiowa e i Comanche furono costretti a rinunciare a più di 16.000.000 di ettari di territori tribali tradizionali in cambio di 1.200.000 ettari di riserva nell'angolo sud-ovest del territorio indiano (l'attuale Oklahoma), la maggior parte situata tra la North Fork del fiume Rosso e il fiume North Canadian. Alle tribù sarebbero state fornite anche case, fienili e scuole per un valore di $ 30.000, che non avevano richiesto. Con un secondo trattato, i Kiowa-Apache furono incorporati nel primo trattato; questo trattato fu firmato da tutti i Kiowa e Comanche firmatari del primo trattato, insieme a diversi capi Apache delle pianure. I trattati con le tribù Kiowa, Comanche e Apache delle pianure furono conclusi il 21 ottobre 1867.
Firma de capi Kiowa
- Satank, o Orso Seduto
- Sa-tan-ta, o Orso Bianco
- Wa-toh-konk, o Aquila Nera
- Ton-a-en-ko, o Aquila Scalciante
- Fish-e-more, o Sella Pungente
- Ma-ye-tin, o Cuore di Donna
- Sa-tim-gear, o Orso Inciampante
- Sit-par-ga, [Sa-pa-ga] o Un Orso
- Cor-beau, o Il Corvo
- Sa-ta-more, o Orso Sdraiato

Firma dei capi Comanche
- Parry-wah-say-men, o Dieci Orsi
- Tep-pe-navon, o Labbra Dipinte
- To-sa-in (To-she-wi), o Spilla d'Argento
- Cear-chi-neka, o Piuma in Piedi
- Ho-we-ar, o Breccia nel Bosco
- Tir-ha-yah-gua-hip, o Dorso di Cavallo
- Es-a-nanaca (Es-a-man-a-ca), o Nome di Lupo
- Ah-te-es-ta, o Piccolo Corno
- Pooh-yah-to-yeh-be, o Montagna di Ferro
- Sad-dy-yo, o Cane Grasso

Firma dei capi degli Apache delle pianure
- Mah-vip-pah, o Manica di Lupo
- Kon-zhon-ta-co, o Povero Orso
- Cho-se-ta, o Mal di Schiena
- Nah-tan, o Uomo Coraggioso
- Ba-zhe-ech, o Camicia di Ferro
- Til-la-ka, o Corno Bianco

In quella conferenza, il capo Comanche Parry-wah-say-men (Dieci Orsi) tenne un discorso che prediceva il futuro del suo popolo:
But there are things which you have said which I do not like. They were not sweet like sugar but bitter like gourds. You said that you wanted to put us upon reservation, to build our houses and make us medicine lodges. I do not want them. I was born on the prairie where the wind blew free and there was nothing to break the light of the sun. I was born where there were no inclosures [sic] and where everything drew a free breath. I want to die there and not within walls. I know every stream and every wood between the Rio Grande and the Arkansas River. I have hunted and lived over the country. I lived like my fathers before me, and like them, I lived happily.
When I was at Washington the Great Father told me that all the Comanche land was ours and that no one should hinder us in living upon it. So, why do you ask us to leave the rivers and the sun and the wind and live in houses? Do not ask us to give up the buffalo for the sheep. The young men have heard talk of this, and it has made them sad and angry. Do not speak of it more. I love to carry out the talk I got from the Great Father [president of the US]. When I get goods and presents I and my people feel glad, since it shows that he holds us in his eye.
Ma ci sono cose che avete detto che non mi piacciono. Non erano dolci come lo zucchero ma amare come le zucche. Avete detto che volevate metterci nelle riserve, costruire le nostre case e farci degli alloggi. Non li voglio. Sono nato nella prateria dove il vento soffiava libero e non c'era niente che spezzasse la luce del sole. Sono nato dove non c'erano recinti [sic] e dove tutto prendeva respiro. Voglio morire lì e non tra le mura. Conosco ogni ruscello e ogni bosco tra il Rio Grande e il fiume Arkansas. Ho cacciato e vissuto in campagna. Ho vissuto come i miei padri prima di me e, come loro, ho vissuto felicemente.
Quando ero a Washington il Grande Padre mi disse che tutta la terra dei Comanche era nostra e che nessuno doveva impedirci di viverci sopra. Allora, perché ci chiedrte di lasciare i fiumi, il sole e il vento e di vivere nelle case? Non chiedeteci di rinunciare al bufalo per le pecore. I giovani hanno sentito parlare di questo, e questo li ha resi tristi e arrabbiati. Non parlatene più. Mi piace portare avanti il discorso che ho ricevuto dal Grande Padre [presidente degli Stati Uniti]. Quando riceviamo beni e regali, io e la mia gente siamo contenti, poiché ciò mostra che ci si tiene negli occhi.
Se i texani si fossero tenuti fuori dal mio paese ci sarebbe stata la pace. Ma ciò di cui ora dite, come dobbiamo vivere è troppo piccolo. I texani hanno portato via i luoghi dove l'erba cresceva più fitta e il legname era il migliore. Se lo avessimo mantenuto avremmo potuto fare le cose che chiedete. Ma è troppo tardi. L'uomo bianco ha il paese che abbiamo amato e desideriamo solo vagare nella prateria fino alla morte. Qualsiasi cosa buona che mi dite non sarà dimenticata. La porterò vicino al mio cuore come i miei figli, e sarà sulla mia lingua tante volte quanto il nome del Grande Padre. Non voglio sangue sulla mia terra per macchiare l'erba. Voglio che sia tutto chiaro e puro e lo auguro affinché tutti coloro che passano tra il mio popolo possano trovare pace quando entrano e la lascino quando escono.»
(Dieci Orsi)

### Trattato con Cheyenne e Arapaho
In base al Trattato del Little Arkansas del 1865, alle tribù Cheyenne meridionali e Arapaho erano state assegnate, come riserva, quelle porzioni del Kansas e del territorio indiano (l'attuale Oklahoma) tra i fiumi Arkansas e Cimarron e che si trovavano a est di una linea immaginaria che correva a nord da Buffalo Creek sul Cimarron fino all'Arkansas. In base al Trattato di Medicine Lodge, il territorio loro assegnato veniva ridotto a meno della metà di quello del trattato del 1865, nella terra a sud del confine di stato del Kansas, per un totale di 1.700.000 ettari. Inoltre, alle tribù doveva essere permesso di continuare a cacciare a nord del fiume Arkansas per tutto il tempo in cui rimanevano dei bufali, purché si stessero lontani dagli insediamenti e dalle strade dei bianchi. Questa concessione venne fatta per ottenere la partecipazione dei Soldati Cane ai termini del trattato. Venne creata una versione del trattato separata per i Cheyenne del Nord, ma non la firmarono, poiché erano alleati con Nuvola Rossa e Oglala Lakota in ostilità contro gli Stati Uniti.
Firma dei capi dei Cheyenne del sud
- O-to-ah-nac-co, Orso Toro
- Moke-tav-a-to, Pentola Nera
- Nac-co-hah-ket, Piccolo Orso
- Mo-a-vo-va-ast, Alce Maculato
- Is-se-von-ne-ve, Capo Bufalo
- Vip-po-nah, Viso Scarno
- Wo-pah-ah, Testa Grigia
- O-ni-hah-ket, Piccola Roccia
- Ma-mo-ki, Capelli Ricci
- O-to-ah-has-tis, Toro Alto
- Wo-po-ham, Cavallo Bianco
- Hah-ket-home-mah, Piccola Veste
- Min-nin-ne-wah, Turbine
- Mo-yan-histe-histow, Stormo di Uccelli

Firma dei capi Arapaho
- Piccolo Corvo
- Orso Giallo
- Tempesta
- Coniglio Bianco
- Lupo Maculato
- Piccola Grande Bocca
- Giovane Puledro
- Toro Alto

## Non ratificato
Il Trattato fu immediatamente controverso e contestato sia dai membri che da altri leader della maggior parte delle bande tribali coinvolte. Poiché la maggior parte delle tribù era decentralizzata, l'accettazione del trattato era subordinata alla ratifica da parte di 3/4 dei maschi adulti di ciascuna tribù. Questa condizione faceva parte del trattato. Gli Stati Uniti non ottennero mai voti sufficienti per tale ratifica, e quindi il trattato non fu mai reso valido o legale. Il conflitto sui termini del trattato continuò per anni.
Il Trattato d Medicine Lodge richiedeva l'approvazione di 3/4 dei maschi adulti presenti nella riserva per eventuali ulteriori cessioni di terra. Nel 1887 il Congresso cambiò la politica nazionale sull'assegnazione delle terre dei nativi americani approvando il Dawes Act, che promuoveva l'assegnazione di lotti alle singole famiglie (pensavano che 65 ettari per famiglia sarebbero stati adeguati per la coltivazione) per dividere la terra detenuta dalle tribù, con il governo autorizzato a vendere il "surplus" risultante. Nel caso degli indiani delle pianure meridionali, fu creata una commissione per ottenere il loro accordo su tali assegnazioni e vendite. L'accordo di Girolamo del 1892, sebbene mai ratificato dalle tribù, attuò la nuova politica di assegnazione, rimuovendo di fatto milioni di ettari dalle riserve. La commissione che negoziava l'accordo fu sfuggente dicendo agli indiani quale sarebbe stato il prezzo di vendita. Il capo Kiowa, Lupo Solitario, citò in giudizio il Segretario degli Interni a nome delle tribù Kiowa, Comanche e Apache, sulla base del fatto che erano state truffate dal governo dell'epoca.
Il caso, Lupo Solitario v. Hitchcock, fu infine deciso dalla Corte Suprema degli Stati Uniti nel 1903. Nella sua sentenza, la Corte ammise che gli indiani non avevano acconsentito alle cessioni di terra, ma concluse che il Congresso aveva il "potere plenario" di agire unilateralmente, quindi la circostanza non aveva importanza. La sua decisione esprimeva l'atteggiamento del XIX secolo nei confronti dei nativi americani. Citando da Stati Uniti v. Kagama (1855) nella sua sentenza, la corte ribadì la descrizione delle tribù indiane come "dipartimenti della nazione"... Dipendenti in gran parte [dagli Stati Uniti] per il loro cibo quotidiano... sorge il dovere di protezione, e con esso il potere."

## Conseguenze
A seguito della decisione della Corte Suprema, il Congresso, a pertire dal 1903 3e 1904, continuò ad apportare modifiche unilaterali alle terre delle riserve senza ottenere l'accordo delle tribù, con la riserva indiana di Rosebud nel South Dakota. Il commissario per gli affari indiani, allora William Arthur Jones, rese nota la sua intenzione di procedere senza il consenso dei nativi americani. Come ha scoperto lo storico Blue Clark, Jones scrisse che intendeva riferire ufficialmente sui conti fondiari davanti al Congresso a favore "del Congresso che prendesse le proprietà degli indiani senza il loro consenso". Come altro esempio, nel 1907 il Congresso autorizzò la vendita di terreni "in eccedenza" a Rosebud, sempre senza il consenso indiano.
Le questioni in sospeso furono nuovamente contestate a metà del XX secolo, a partire dal 1948. I rappresentanti combinati di Kiowa, Apache e Comanche intentarono una causa contro il governo degli Stati Uniti per un risarcimento a causa del trattato originario e delle azioni successive, comprese le vendite nell'ambito dell'accordo Geronimo non ratificato. Nei decenni successivi, e attraverso diverse rivendicazioni, le tribù ottennero un indennizzo sostanziale di decine di milioni di dollari dall'Indian Claims Commission.
Il Trattato di Medicine Lodge è drammatizzato nell'episodio del 1962, "The Truth Teller", nella serie antologica televisiva sindacata, Death Valley Days, condotta da Stanley Andrews. Nell'episodio, Barney Phillips è stato scelto per il ruolo del generale Winfield Scott Hancock e Charles Carlson per quello di Wild Bill Hickok, molto tempo dopo che Guy Madison aveva interpretato Hickock in una serie settimanale sindacata.